# Phonologie der Koine
Die Phonologie der Koine (auch Koinē, zwischen 300 vor und 600 nach Christus) entwickelte sich, wie Sprachwissenschaftler festgestellt haben, in einem Zeitraum, in dem tiefgreifende Veränderungen stattgefunden haben: Während die Aussprache zu Beginn der Koine der des Altgriechischen noch nahezu glich, unterschied sie sich zu deren Ende nur noch in wenigen Punkten von der des modernen Griechischen.
Für die hiesigen rekonstruierten Ausspracheangaben in Tabellenform gilt:
- Hinter der Ausspracheangabe in IPA ist die damalige Schreibweise aufgeführt.
- Die Begriffe „gerundet“ und „ungerundet“ bei Vokalen beziehen sich auf das Vorhandensein von Rundung.
- Die Abkürzungen „stl.“ und „sth.“ bei Konsonanten bedeuten „stimmlos“ bzw. „stimmhaft“.
- Durch Klick auf ein griechisches Zeichen gelangen Sie zu dem Artikel zu ebendiesem Zeichen, durch Klick auf eine Lautangabe zu dem Artikel über diesen Laut.

## Überblick
Nahezu alle wichtigen Lautverschiebungen während der Koine betrafen Vokale: So wurde Unterscheidung zwischen langen und kurzen Vokalen aufgegeben, der tonale Akzent und die altgriechischen Diphthonge wurden zu Monophthongen (ausgenommen die Diphthonge αυ, ευ und ηυ, die sich zu Vokal-Konsonant-Kombinationen entwickelten). Aller Wahrscheinlichkeit nach begannen diese Verschiebungen im 2. Jahrhundert vor Christus im ägyptischen und endeten im zweiten Jahrhundert nach Christus im attischen Griechisch.
Eine andere Serie von Veränderungen betrafen die Verschiebung von stimmhaften und stimmlos-aspirierten Plosiven und den u-Lauten der Diphthonge αυ, ευ und ηυ zu Frikativen, was höchstwahrscheinlich auch im ägyptischen Griechisch des 1. Jahrhunderts vor Christus seinen Anfang und während des Überganges der Koine zum Byzantinischen in Form der generellen Verselbständigung sein Ende nahm.

## Probleme der Rekonstruktionen
Wenn man die Aussprache der Koine rekonstruieren will, hat man ein relativ großes Spektrum an Hinweisen. Dennoch ist die damalige Größe des griechischen Sprachraumes ein Problem: Hinweise geben immer an, dass sich Veränderungen zu verschiedenen Zeitpunkten an verschiedenen Orten ereigneten (z. B. Unterschiede zwischen Soziolekten). Daher muss man miteinberechnen, dass manche der Lautveränderungen, die angeblich so typisch für die Koine waren, sich teilweise bereits vorher in anderen Dialekten ereignet hatten, sich aber nicht vor etwa 300 n. Chr. durchsetzten: Wenn man sich vor Augen führt, dass sich spätere Aussprachen von früheren dialektalen ableiten lassen (was allerdings immer noch in Diskussion behandelt wird) und nicht unabhängig davon parallel verliefen, würde es teilweise bis zu tausend Jahre dauern, bis sie sich generell durchsetzten; und selbst, wenn man das Gegenteil annimmt, ergeben sich Lücken von bis zu zwei Jahrhunderten. Das Problem ist, dass nicht jeder griechische Dialekt rekonstruiert werden konnte und auch nicht werden kann, da es zu wenige Hinweise und Belege hierfür gibt. Daher ist eine Aussprache, die man zu einer bestimmten Zeit an einem bestimmten Ort hat rekonstruieren können, nicht zwingend die allgemeingültige.
Viele Belege sind schlichte Schreibfehler; dennoch kann die Orthographie konservativ geblieben sein, und erste Schreibfehler sind eventuell erst lange nach dem eigentlichen Zusammenfall von Lauten aufgetreten.
Wenn man Schreibfehler unterschiedlicher Quellen, z. B. ägyptischer Papyri und attischer Inschriften, analysiert, kommt man oft zu unterschiedlichen Datierungen ähnlicher Lautveränderungen. Es gibt allerdings viele Erklärungen für den auftretenden Konservativismus der formellen attischen Inschriften, verglichen mit den ägyptischen Papyri. Eine erste wären dialektale Abweichungen mit Einflüssen fremder Sprachen; in diesem Falle hätten sich die Änderungen im ägyptischen Griechisch eher ereignet als die im attischen. Eine andere ist die, dass die gehobene attische Sprache eher konservativer war als das ägyptische Griechisch; die formelle Sprache würde dann eher sprachliche Eigenheiten bewahrt haben als die Vulgärsprache. Die dritte wäre, dass die attische Orthographie eher konservativer geblieben sei als die des ägyptischen Griechisch; in diesem Falle hätten sich die Lautveränderungen nicht zu unterschiedlichen Zeitpunkten ereignet, jedoch hätte man im attischen eher auf Bewahrung der älteren Orthographie geachtet denn im ägyptischen Griechisch. All diese Theorien sind zu einem gewissen Grade plausibel, würden jedoch zu unterschiedlichen Datierungen der Veränderungen führen.
Beschreibungen von Grammatikern und, in einem geringeren Grade, Transkriptionen in andere Sprachen sind weitere Belege, denn sie belegen zumindest, welche Aussprache Standard der Gelehrten war; dennoch ist es auch möglich, dass es sich mehr um konventionelle Transliterationen denn um phonetische Transkriptionen handelte.

## Aussprache der Redner zwischen dem 1. und 4. Jahrhundert nach Christus
Bis zur Spätantike (ab etwa 300 n. Chr.) scheinen gelehrte griechische Lektoren eine bewusst konservative, an den (tendenziell weniger entwicklungsfreudigen) attischen Dialekt angelehnte Aussprache verwandt zu haben (vgl.: Attizismus). Im Attischen selbst ist diese „echte“ altgriechische Aussprache bis zum frühen 2. Jahrhundert nach Christus belegt, danach verfiel sie jedoch relativ schnell.
Die nachstehende Ausspracheangabe ist durchgängig attizistisch, ausgenommen der Diphthong [yi], der im Attischen bereits monophthongiert worden war, und [ɔːu̯], der im klassischen Attischen überhaupt nicht existiert hatte, jedoch von manchen Lektoren der frühen Koine gepflegt wurde.

## Vokale
|             | Vorne      | Vorne     | Hinten    |
|             | Ungerundet | Gerundet  | Gerundet  |
| ----------- | ---------- | --------- | --------- |
| Geschlossen | [i] ι / ῐ  | [y] υ / ῠ |           |
| Mittel      | [e] ε      |           | [o] ο     |
| Offen       | [a] α / ᾰ  | [a] α / ᾰ | [a] α / ᾰ |

|             | Vorne          | Vorne      | Hinten     |
|             | Ungerundet     | Gerundet   | Gerundet   |
| ----------- | -------------- | ---------- | ---------- |
| Geschlossen | [iː] ι / ῑ, ει | [yː] υ / ῡ | [uː] ου    |
| Mittel      | [ɛː] η, ει     |            | [ɔː] ω     |
| Offen       | [aː] α / ᾱ     | [aː] α / ᾱ | [aː] α / ᾱ |

Der Pseudo-Diphthong ει hatte vor Vokalen denselben Lautwert wie das Eta, in allen anderen Fällen wie das lange Iota.
|                     | Vorderer Auslaut            | Hinterer Auslaut              |
| ------------------- | --------------------------- | ----------------------------- |
| Kurzer erster Vokal | [ai̯], [oi̯], [yi̯] αι, οι, υι | [au̯], [eu̯] αυ, ευ             |
| Langer erster Vokal | [aːi̯], [ɔːi̯] ᾳ, ῳ           | [aːu̯], [ɛːu̯] [ɔːu̯] αυ, ευ, ωυ |

Diphthonge, bei denen der erste Vokal kurz ist, wurden meist in Klammern geschrieben, da sie bereits seit Beginn der Koine nach und nach diphthongiert wurden. Sprecher aus den höheren Klassen der frühen Koine versuchten wahrscheinlich, diese Diphthonge zu bewahren, doch im 1. Jahrhundert vor Christus war dieser Prozess der Monophthongierung abgeschlossen.

## Konsonanten
|                    | Bilabial | Alveolar | Velar  |
| ------------------ | -------- | -------- | ------ |
| Stimmhaft          | [b] β    | [d] δ    | [ɡ] γ  |
| aspiriert stimmlos | [pʰ] φ   | [tʰ] θ   | [kʰ] χ |
| Stimmlos           | [p] π    | [t] τ    | [k] κ  |

Den Angaben antiker Grammatiker und Transkriptionen zufolge blieben die Plosive bis etwa 300 n. Chr. solche.
|                        | Bilabial | Alveolar | Alveolar      | Velar     | Glottal |
|                        | sth.     | stl.     | sth.          | sth.      | stl.    |
| Nasale                 | [m] μ    |          | [n] ν         | ([ŋ]) (γ) |         |
| Vibranten              |          |          | [r] ρ, [rʰ] ῥ |           |         |
| Frikative              |          | [s] σ    | [z] ζ, σ      |           | [h] ῾   |
| laterale Approximanten |          |          | [l] λ         |           |         |

Die Tatsache, dass [ŋ] eingeklammert ist, rührt daher, dass nur manche Gelehrte es als eigenständiges Phonem betrachten, andere hingegen nur als Allophon von [n].
Am Wortanfang trug das ρ den Spiritus asper, ῥ; der Lautwert dieser Kombination ist unklar: Wahrscheinlich war es ein Allophon von /r/, doch man weiß auch nicht, welches Allophon dies war. Als am wahrscheinlichsten gelten der stimmlose alveolare Vibrant [r̥] oder ein aspirierter Laut [rʰ].
Das Zeta dient zur Wiedergabe der Gemination [zː].

## Böotisch, 4. Jahrhundert vor Christus
Obschon es zeitlich eher zur späten Klassik denn zur Koine gehört, wird hier das Böotische genannt, da es relativ progressiv war und gut einer ersten Zwischenstufe zwischen der Klassik und dem heutigen Griechischen entspricht.
Im 4. Jahrhundert vor Christus waren im Böotischen bereits fast alle Diphthonge monophthongiert und mit dem Gamma hatte auch schon die Plosiv-zu-Frikativ-Verschiebung begonnen.
Es ist auch wichtig zu erwähnen, dass im Gegensatz zum Ionisch-Attischen und der Koine das Ypsilon ein Hinterzungenvokal geblieben war, also eher „Upsilon“ ausgesprochen wurde (bereits vor der Klassik war [u(ː)] zu [y(ː)] geworden).
Es gibt keine Hinweise darauf, ob im Böotischen die Vokallängen noch unterschieden wurden oder nicht; zwar ist es nicht unwahrscheinlich, dass die Aufgabe der Unterscheidung zwischen langen und kurzen Vokalen zeitlich mit der der Monophthongierung der Diphthonge auf gleicher Stufe stand, aber es kann genau so gut nicht der Fall sein.

### Erste Theorie: Vokallänge wurde schon nicht mehr unterschieden
|                  | Vorne      | Vorne          | Hinten    |
|                  | Ungerundet | Gerundet       | Gerundet  |
| ---------------- | ---------- | -------------- | --------- |
| Geschlossen      | [i] ι, ει  | [y] (?) οι, υι | [u] υ, ου |
| Fast geschlossen | [ɪ] η      |                |           |
| Halbgeschlossen  | [e] ε      |                | [o] ο     |
| Halboffen        | [ɛ] αι     |                | [ɔ] ω     |
| Offen            | [a] α      | [a] α          | [a] α     |

Ob die in dieser Tabelle als y-Laute angegebenen Laute wirklich solche waren, ist fraglich.

### Zweite Theorie: Vokallängen wurden noch unterschieden
|             | ungerundet Vorne | gerundet Hinten |
| ----------- | ---------------- | --------------- |
| Geschlossen | [i] ι / ῐ        | [u] υ / ῠ       |
| Mittel      | [e] ε            | [o] ο           |
| Offen       | [a] α / ᾰ        | [a] α / ᾰ       |

|                 | Vorne      | Vorne           | Hinten     |
|                 | Ungerundet | Gerundet        | Gerundet   |
| --------------- | ---------- | --------------- | ---------- |
| Geschlossen     | [iː] ι, ει | [yː] (?) οι, υι | [uː] υ, ου |
| Halboffen       | [eː] η     |                 |            |
| Halbgeschlossen | [ɛː] αι    |                 | [ɔː] ω     |
| Offen           | [aː] α     | [aː] α          | [aː] α     |

### Konsonanten
|                    | Bilabial   | Alveolar   | Velar      |
| ------------------ | ---------- | ---------- | ---------- |
| Stimmhaft          | [b] (?) β  | [d] (?) δ  | [ɣ] γ      |
| aspiriert stimmlos | [pʰ] (?) φ | [tʰ] (?) θ | [kʰ] (?) χ |
| Stimmlos           | [p] π      | [t] τ      | [k] κ      |

Frikativische Aussprache von Beta, Delta, Phi, Theta und Chi sind für das Böotische nicht belegt, wären jedoch nicht untypisch, so ist die frikativische Aussprache des Theta im Lakonischen bereits im 5. Jahrhundert vor Christus belegt.
|                        | Bilabial | Alveolar | Alveolar   | Velar     | Glottal (?) |
|                        | sth.     | stl.     | sth.       | sth.      | stl.        |
| Nasale                 | [m] μ    |          | [n] ν      | ([ŋ]) (γ) |             |
| Vibranten              |          |          | [r] ρ, ? ῥ |           |             |
| Frikative              |          | [s] σ    | [z] ζ, σ   |           | [h] ῾ (?)   |
| laterale Approximanten |          |          | [l] λ      |           |             |

Ob der Spiritus asper noch ausgesprochen wurde, ist fraglich, für die anderen Konsonanten gelten die gleichen Anmerkungen wie auch für die attizistische Aussprache.

## Ägyptisches Griechisch, um die Zeitwende
Vom 2. Jahrhundert vor Christus an waren im ägyptischen Griechisch die Diphthonge monophthongiert worden und die Unterscheidung der Vokallängen war aufgegeben worden.

### Vokale
|             | Vorne      | Vorne         | Hinten   |
|             | Ungerundet | Gerundet      | Gerundet |
| ----------- | ---------- | ------------- | -------- |
| Geschlossen | [i] ι, ει  | [y] υ, οι, υι | [u] ου   |
| Halboffen   | [e] η      |               | [o] ο, ω |
| Halboffen   | [ɛ] ε, αι  |               |          |
| Offen       | [a] α      | [a] α         | [a] α    |

Es ist umstritten, ob es zu diesem Zeitpunkt noch schließende Diphthonge im ägyptischen Griechisch gab, möglicherweise waren mit [aw], [ɛw] und [iw] gerade Zwischenstufen erreicht.

### Konsonanten
|                    | Bilabial | Alveolar | Velar  |
| ------------------ | -------- | -------- | ------ |
| Stimmhaft          | [b] β    | [d] δ    | [ɡ] γ  |
| aspiriert stimmlos | [pʰ] φ   | [tʰ] θ   | [kʰ] χ |
| Stimmlos           | [p] π    | [t] τ    | [k] κ  |

Es gibt leichte Hinweise darauf, dass Beta und Gamma bereits Frikative sein könnten, konkret sind sie jedoch nicht. Wahrscheinlich hat sich die frikativische Aussprache der aspirierten Laute erst später durchgesetzt.
|                        | Bilabial | Alveolar | Alveolar   | Velar     | Glottal (?) |
|                        | sth.     | stl.     | sth.       | sth.      | stl.        |
| Nasale                 | [m] μ    |          | [n] ν      | ([ŋ]) (γ) |             |
| Vibranten              |          |          | [r] ρ, ? ῥ |           |             |
| Frikative              |          | [s] σ    | [z] ζ, σ   |           | [h] ῾ (?)   |
| laterale Approximanten |          |          | [l] λ      |           |             |

Ob der Spiritus asper noch ausgesprochen wurde, ist fraglich, für die anderen Konsonanten gelten die gleichen Anmerkungen wie auch für die attizistische Aussprache.

## 4. Jahrhundert nach Christus
Im 4. Jahrhundert hatte sich die Nichtunterscheidung der Diphthonge bereits gemeinhin durchgesetzt. Das Eta wurde bereits oft mit Iota, teilweise aber dennoch mit Epsilon verwechselt. Auch hatte sich die frikativische Aussprache der ehemaligen Plosive bereits durchgesetzt, nur in einigen Dialekten scheint die Plosivaussprache sich noch bis zum Jahrtausendwechsel gehalten zu haben.

### Vokale
|             | Vorne              | Vorne         | Hinten   |
|             | Ungerundet         | Gerundet      | Gerundet |
| ----------- | ------------------ | ------------- | -------- |
| Geschlossen | [i] ι, ει, η       | [y] υ, οι, υι | [u] ου   |
| Halboffen   | [e] ε, teilweise η |               | [o] ο, ω |
| Halboffen   | [ɛ] αι             |               |          |
| Offen       | [a] α              | [a] α         | [a] α    |

Die Verwechslung der y- und i-Laute hatte bereits seit dem 2. Jahrhundert begonnen, jedoch sich wahrscheinlich noch nicht gemeinhin durchgesetzt.
Der Zusammenfall des Alpha-Iota-Digraphen mit Epsilon war ohne Zweifel schon im Gange, aber es gibt noch keine Hinweise auf dessen Vollendung.

### Konsonanten
|                    | Bilabial / Labiodental | Alveolar / Dental | Velar    |
| ------------------ | ---------------------- | ----------------- | -------- |
| Stimmhaft          | [β] oder [v] β (υ)     | [δ] δ             | [ɡ] γ    |
| aspiriert stimmlos | [φ] oder [f] φ         | [θ] θ             | [x, ç] χ |
| Stimmlos           | [p] π                  | [t] τ             | [k] κ    |

|                        | Bilabial | Alveolar | Alveolar | Velar     |
|                        | sth.     | stl.     | sth.     | sth.      |
| Nasale                 | [m] μ    |          | [n] ν    | ([ŋ]) (γ) |
| Vibranten              |          |          | [r] ρ    |           |
| Frikative              |          | [s] σ    | [z] ζ, σ |           |
| laterale Approximanten |          |          | [l] λ    |           |

## Phonetische Erklärung des oben Genannten

### Verlust der Vokallänge
Während in der Klassik noch konsequent zwischen langen und kurzen Vokalen unterschieden wurde, gab man dies nach und nach auf, sodass alle Vokale mit der Zeit gleich lang ausgesprochen wurden.
Vom 2. Jahrhundert vor Christus an weisen Schreibfehler in ägyptischen Papyri auf Verlust ebendieser Unterscheidung und des tonalen Akzentes zugunsten eines reinen Betonungsakzentes hin. Die weitverbreiteten Verwechslungen zwischen Omikron und Omega in attischen Inschriften seit dem 2. Jahrhundert nach Christus weisen ebenfalls auf einen Verlust der Unterscheidung der Vokalquantität hin; es kann jedoch auch sein, dass die Laute qualitativ zusammengefallen waren (also, dass Omega weiter [ɔː], Omikron jedoch bereits [ɔ] ausgesprochen wurden).
Aus phonologischen Gründen ist dieser Übergang jedoch wahrscheinlich mit der Änderung des tonalen in den reinen Betonungsakzent einhergegangen, was sich wohl ab dem 3. Jahrhundert nach Christus gemeinhin durchgesetzt hatte.

### Verschiebung zum Betonungsakzent
Die Art der Akzentuierung von Wörtern änderte sich von einem musikalischen zu einem Betonungsakzent, was bedeutet, dass die akzentuierte Silbe nicht länger mit unterschiedlich hohen Tönen, sondern lauter und/oder stärker ausgesprochen wird.
Neben den oben genannten Hinweisen im ägyptischen Griechisch gibt es weitere auch noch in der Dichtung ab dem 2. Jahrhundert nach Christus.

### Diphthonge

#### Pseudo-Diphthonge
Vor Konsonanten wurde der Diphthong <ει> im Attischen wahrscheinlich ab dem 6. Jahrhundert vor Christus monophthongiert und wahrscheinlich als langes <ε̄> [eː] ausgesprochen. Ab dem 4. Jahrhundert vor Christus verschob sich dieser Pseudo-Diphthong, der nunmehr auch für Worte benutzt wurde, die etymologisch kein <ει> enthielten, nach ῑ, wahrscheinlich als [iː], das also schon die gleiche Qualität wie heute hatte.
Vor Vokalen entwickelte sich der Diphthong <ει> anders: Eine Theorie, dies zu erklären, ist, dass der Diphthong ein Diphthong der Form [ej] blieb, bis ab dem 4. Jahrhundert vor Christus das [j] als gleitender Übergang des e-Lautes zum nächsten Wort empfunden wurde. Vom späten 4. Jahrhundert vor Christus an wurde der Diphthong ει auch mit einfachem Eta verwechselt, was darauf hinweist, dass, wie eben nicht vor einem Konsonanten, das Eta eine Art [eː] als Lautwert angenommen hatte, was wiederum darauf hinweist, dass das Eta schrittweise geschlossener wurde; für Näheres siehe weiter unten.
Ab dem 6. Jahrhundert vor Christus wurde der Diphthong <ου> nach und nach monophthongiert und teilweise mit einfachem Omikron ο̄ verwechselt. Obschon sein ursprünglicher Lautwert wohl [oː] war, entwickelte er sich relativ rasch nach [uː] weiter (wahrscheinlich um 350 v. Chr.). Zumindest was die Vokalqualität angeht, ist dies der gleiche Lautwert wie heute auch.

#### Diphthonge mit kurzem ersten Bestandteil
Der Diphthong <αι> wurde wahrscheinlich zunächst als [ɛː] monophthongiert. Darauf weist hin, dass er im Böotischen konsequent als Eta geschrieben wird. Verwechslungen von <αι> und einfachem Epsilon weisen auf eine Verschiebung während des 2. Jahrhunderts vor Christus im ägyptischen Griechisch hin. Es muss jedoch zumindest in der gelehrten Sprache weiterhin ein <αι> gegeben haben, da es mit <ae> ins Lateinische und dies wiederum mit <αι> ins Griechische transkribiert wird. Weitere Verwechslungen zwischen <αι> und <ε> sind in Palästina im frühen 2. Jahrhundert vor Christus und ab etwa 125 v. Chr. im Attischen belegt, was darauf hinweist, dass sich diese Verschiebung ab dem späten 2. Jahrhundert vor Christus im Attischen ereignete. Allen geht davon aus, dass sich der Übergang zu [eː] später ereignete; er ist in diesem Punkt nicht sonderlich genau, aber es scheint, dass seine Theorie darauf beruht, dass <αι> mit Epsilon und Eta mit Epsilon verwechselt wurden, jedoch nicht <αι> und Eta. Jedoch stimmen dem nicht alle Wissenschaftler zu.
Der Diphthong <οι> monophthongierte zu [y(ː)]. Dies ist durch die im Böotischen belegten Verwechslungen von <οι> und <υ> belegt, wahrscheinlich jedoch nur eine dialektale Verschiebung. Es muss jedoch zumindest in der gelehrten Sprache weiterhin ein <οι> gegeben haben, da es mit <oe> ins Lateinische und dies wiederum mit <οι> ins Griechische transkribiert wurde. Weitere Belege der Monophthongierung sind im 1. Jahrhundert vor Christus im ägyptischen Griechisch und im 2. Jahrhundert nach Christus in Palästina überliefert. Definitiv belegt ist es im zweiten Jahrhundert nach Christus, in dem <υ> für <οι> geschrieben wird.
In der Koine scheint der Diphthong <υι>, der wohl zuerst im 6. Jahrhundert vor Christus im Attischen und bis zum 4. Jahrhundert vor Christus in allen anderen Dialekten zu [yː] monophthongiert wurde, bevorzugt worden zu sein.

#### Schließende Diphthonge mit kurzem ersten Vokal
Die Diphthonge <αυ> und <ευ> verloren ihre antiken Lautwerte von [au] bzw. [eu] und erhielten eine frikativische Aussprache wie [aβ] bzw. [eβ] oder [av] bzw. [ev]. Verwechslungen von <αυ> bzw. <ευ> mit <αβ> bzw. <εβ> ist ab der Zeitenwende belegt in ägyptischen Papyri, was auf die Frikativ-Aussprache hinweist. Es dauerte jedoch noch an, bis sich diese Aussprache durchsetzte; beispielsweise zeigen jüdische Katakombeninschriften nach wie vor die diphthongische Aussprache im zweiten und 3. Jahrhundert nach Christus. Verwechslungen der Diphthonge mit <αβ> bzw. <εβ> werden ab dem Übergang vom sechsten ins 7. Jahrhundert normal.

#### Öffnende Diphthonge mit langem ersten Vokal
Der Diphthong ῃ wurde im Attischen ab dem 4. Jahrhundert nach Christus monophthongiert, da es oft <ει> geschrieben und wahrscheinlich [eː] ausgesprochen wurde. Daher entwickelten sie sich in der Koine gleich weiter und wurden zu [iː]. Jedoch hatten diese Änderungen wohl in manchen Flexionsendungen nicht stattgefunden und es wurde dort weiter [eː] ausgesprochen und geschrieben.
Die anderen schließenden Diphthonge mit langem ersten Vokal, ᾳ und ῳ, wurden ab dem 2. Jahrhundert vor Christus Monophthonge, ab wann sie als einfaches Alpha bzw. Omega geschrieben wurden. Sie wurden wahrscheinlich [aː] bzw. [ɔː] ausgesprochen (falls das lange [ɔː] noch nicht zu [oː] geworden war; siehe auch die Abhandlung über die weitere Entwicklung von Omikron und Omega).

#### Schließende Diphthonge mit langem ersten Vokal
Wenn er eine Verlängerung des <ευ> in Verben war, wurde der Diphthong <ηυ> ab dem 4. Jahrhundert vor Christus zu <ευ>.
Die anderen schließenden Diphthonge mit langem ersten Vokal (<ᾱυ>, <ηυ> und <ωυ>, das es im klassischen Attischen nicht gegeben hatte) wurden ab dem 1. Jahrhundert vor Christus Monophthonge und wurden ab da <α>, <η> bzw. <ω> geschrieben; der erste wurde wahrscheinlich [aː], die anderen beiden [ɛː] bzw. [ɔː], falls die Offenheit nicht schon verloren gegangen war (ansonsten [eː] bzw. [oː]), ausgesprochen und eventuell später zu [iː] bzw. [oː] (siehe auch die Abhandlung über die weitere Entwicklung von Eta und Omega).

### Qualität der Monophthonge
Wenn man vom Eta absieht, ist der Lautwert der Monophthonge näher am antiken „Original“ geblieben als der der Diphthonge.
Wie oben erwähnt, hatten die Pseudo-Diphthonge <ει> und <ου> zu Beginn der Koine Lautwerte von [iː] (nur vor Konsonanten) bzw. [uː], die sich bis heute qualitativ nicht weiterentwickelt haben. Der Diphthong <ει> war bereits vorher als Zwischenschritt generell zu [eː] geworden, wie auch das einfache Eta, die sich ab dann ihre weitere Entwicklung teilten.
Die Qualitäten der Vokale Alpha und Iota haben sich, abgesehen vom eventuellen Verlust ihrer Länge, nicht weiterentwickelt und blieben bis in die heutige Zeit [a] und [i]. Das einfache Epsilon öffnete sich mit der Zeit etwas und wurde von [e] zu [ε].
Omikron und Omega wurden in attischen Inschriften ab dem 2. Jahrhundert nach Christus regelmäßig verwechselt, was darauf hindeuten könnte, dass die qualitative Unterscheidung ab etwa diesem Zeitpunkt verloren wurde. Eine alternative Deutung ist jedoch, dass die Vokalquantität zu diesem Zeitpunkt zusammenfiel und die qualitative Unterscheidung vielleicht bereits sogar früher entfallen war. Tatsächlich zeigen einige attische Inschriften aus dem 4. Jahrhundert vor Christus gewisse, wenn auch weniger häufig auftretende Verwechslungen der beiden Vokale, was eventuell darauf hinweisen könnten, dass zu diesem Zeitpunkt die qualitative und erst im 2. Jahrhundert nach Christus die quantitative Unterscheidung entfiel.
Die qualitative Unterscheidung zwischen Eta und Epsilon wurde im Attischen wahrscheinlich im 4. Jahrhundert nach Christus aufgegeben, da ab diesem Zeitpunkte der Pseudo-Diphthong <ει> vorkonsonantisch mit Iota und vorvokalisch mit Eta verwechselt wurde. Ab etwa 150 n. Chr. werden in attischen Inschriften auch Eta und Iota miteinander verwechselt, was man als Verschiebung des Etas nach [i(ː)] (je nachdem, ob noch zwischen langen und kurzen Vokalen unterschieden wurde), die auch heute noch Standard ist, gedeutet werden kann. Jedoch scheinen zumindest einige Gebildete das Eta weiter als [eː] bzw. [e] ausgesprochen zu haben, da Eta in manchen attischen Inschriften mit Epsilon verwechselt und in Transkriptionen ins Gotische oder Armenische mit „e“ wiedergeben wird. Zumindest im Falle des Gotischen und Armenischen kommt allerdings auch ein regionaler dialektaler Unterschied oder Einfluss als Erklärung in Frage: Noch in modernen pontischen Griechischen wird <η> als /e/ ausgesprochen.
Die Koine hatte für das Ypsilon die Aussprache [y(ː)] des Ionisch-Attischen übernommen. Erstmals wird es im 2. Jahrhundert nach Christus in ägyptischen Papyri mit Iota verwechselt, was auf die Aussprache als [i(ː)] hindeutet, doch scheint dies eine regionale Entwicklung gewesen zu sein. Transkriptionen ins Gotische weisen weiterhin auf die ü-Aussprache hin; man nimmt an, dass sich die i-Aussprache erst um die Jahrtausendwende durchsetzte.

### Verlust der Aspiration
Die Aspiration (das Phonem /h/, welches für gewöhnlich mit dem Spiritus asper markiert wird), die teilweise bereits im Ionischen Kleinasiens und Äolischen von Lesbos verloren gegangen war (Psilose), verschwand später auch aus der Koine. Schreibfehler im ägyptischen Griechisch weisen darauf hin, dass dieser Verlust bereits im 1. Jahrhundert vor Christus im Gange war. Transkriptionen in andere Sprachen und Konsonantenveränderungen vor Aspirationen lassen darauf schließen, dass er sich im 2. Jahrhundert nach Christus noch nicht durchgesetzt hatte, jedoch im 4. Jahrhundert nach Christus zumindest sehr stark auf dem Weg war.

### Konsonanten
Wahrscheinlich waren Beta, Gamma, Phi, Theta und Zeta die einzigen Konsonanten, die sich seit der Klassik veränderten. Das Delta und (mit geringerer Wahrscheinlichkeit) das Chi werden sich wahrscheinlich auch verändert haben; es gibt jedoch keine konkreten Hinweise darauf, dass dies in der Zeit der Koine geschah.
Das Zeta, das im klassischen Attischen wahrscheinlich [zd] ausgesprochen wurde (obwohl manche Gelehrte annehmen, es sei eher [dz] gewesen und der Lautwert habe sich von Dialekt zu Dialekt unterschieden), wurde mit der Zeit zu [z], wie es auch heute noch ausgesprochen wird; es scheint jedoch, dass es, zumindest intervokalisch, geminiert als [zː] ausgesprochen wurde. Attische Inschriften lassen vermuten, dass diese Aussprache bereits gegen Ende des 4. Jahrhunderts vor Christus allgemein gewesen ist.
Der Digraph -σσ- entspricht dem attischen -τ τ- in der Koine.
Phi und Theta, die ursprünglich aspiriert [pʰ] bzw. [tʰ] ausgesprochen wurden, wurden zu den Frikativen [f], bzw. [θ]. Andererseits gibt es keine konkreten Anhaltspunkte dafür, dass das Chi während der Koine von [kʰ] zu [x], bzw. [ç] wurde. Es gibt Belege für eine [θ]-Aussprache des Thetas im Lakonischen im 5. Jahrhundert vor Christus, doch ist es unwahrscheinlich, dass dies die Koine, die größtenteils auf dem Ionisch-Attischen beruhte, beeinflusste. Die ersten klaren Nachweise für die frikativische Aussprache des Thetas und Phis in der Koine stammen aus pompejanischen Inschriften aus dem 1. Jahrhundert vor Christus. Dennoch legen Inschriften aus Palästina im frühen 2. Jahrhundert eher die aspirierte Aussprache des Thetas und jüdische Katakomben-Inschriften aus dem 2. und 3. Jahrhundert nach Christus [f] für das Phi, [tʰ] für das Theta und [kʰ] für das Chi nahe, was darauf hinweist, dass die frikativische Aussprache des Theta zu dieser Zeit noch nicht allgemein war und sich die Verschiebung des Phi schneller als die der anderen beiden Buchstaben ereignete. Armenische Transkriptionen geben das Chi noch bis in das 10. Jahrhundert nach Christus als [kʰ] wieder, was man so deuten kann, dass es bis dato zumindest noch teilweise (dialektal?) als solches ausgesprochen wurde.
Es ist unbekannt, wann Beta, Delta und Gamma, die ursprünglich als [b], [d] bzw. [ɡ] ausgesprochen wurden, zu [v], [ð] bzw. [ɣ], wie sie heute ausgesprochen werden, wurden. Obgleich einige Hinweise für die frikativische Aussprache des Gammas hinter Vorderzungenvokalen bis ins 4. Jahrhundert vor Christus belegt ist, scheint dies zu diesem Zeitpunkt noch lange nicht Standard gewesen zu sein. Antike Grammatiker beschreiben diese Buchstaben als Plosive, das Beta wird im Lateinischen mit b statt v wiedergegeben, und Cicero ordnet dem Buchstaben auch eindeutig das lateinische b zu. Belege von nicht-literarischen Papyri weisen auf eine frikativische Aussprache in manchen Zusammenhängen (meist intervokalisch) ab etwa der Zeitenwende hin, die sich jedoch nicht durchgesetzt hatte. Verwechslungen von <αυ> und <ευ> mit <αβ> bzw. <εβ> werden ab dem späten fünften und frühen 6. Jahrhundert normal, so dass man davon ausgehen kann, dass sich das frikativische Beta zu diesem Zeitpunkt durchgesetzt hatte. Dennoch finden sich in armenischen Transkriptionen noch bis zum 10. Jahrhundert Wiedergaben des Betas als [b]; sprich, es kann bis dato noch einige konservative (oder Dialekt-)Sprecher gegeben haben, die das Beta als [b] ausgesprochen haben; es kann allerdings auch sein, dass diese Wiedergabe eine gelehrte Regel war.